# Hausham

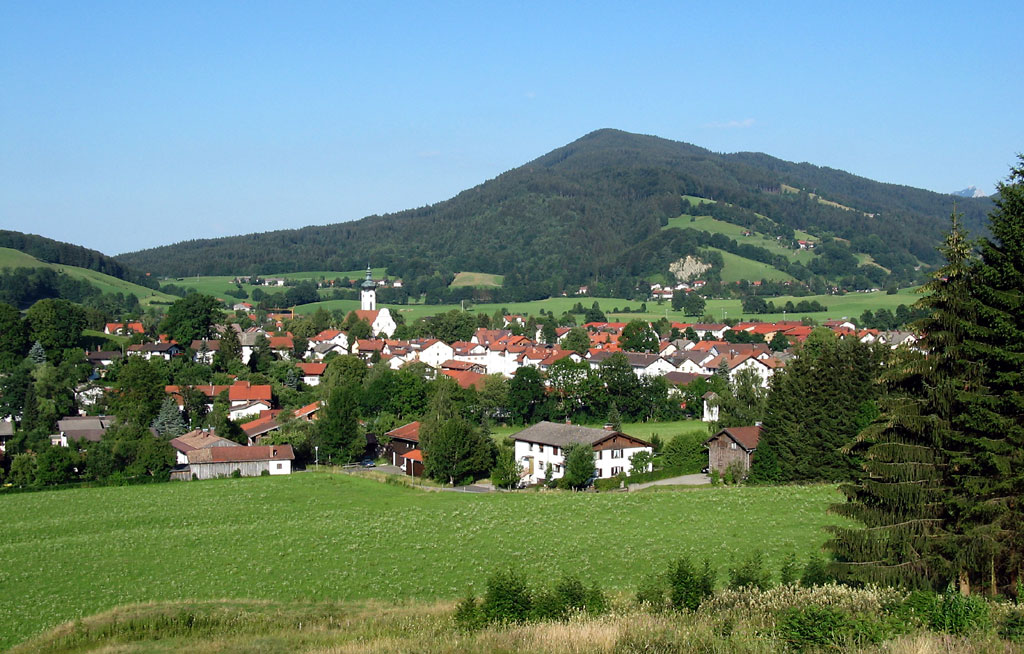
Blick auf Hausham

Hausham ist eine Gemeinde und deren Hauptort im oberbayerischen Landkreis Miesbach.

## Geografie

### Lage
Die Gemeinde liegt am Alpenrand im Tal der Schlierach, an der B 307 zwischen Miesbach (4 km) und Schliersee (3 km). Der Ort befindet sich rund 8 km östlich des Tegernsees und 3 km nördlich des Schliersees am gleichnamigen Ort; Hausham ist 24 km von Bad Tölz, 32 km von Rosenheim und 50 km von der Landeshauptstadt München entfernt. Zur Bundesautobahn 8 (Ausfahrt Weyarn oder Irschenberg) sind es jeweils 13 km. Hausham besitzt zwei Bahnstationen (davon eine im Ortsteil Agatharied), die an der Strecke München–Holzkirchen–Bayrischzell liegen und im Stundentakt sowie Halbstundentakt (zu den Hauptverkehrszeiten) von der Bayerischen Oberlandbahn bedient werden.
Hausham liegt direkt am Fuß des Alpenrandes. Der Gebirgszug des Hausberges Huberspitz (1052 m) über die noch zu Hausham gehörende Gindelalmschneid (1334 m) bis zur Neureuth bei Tegernsee (1261 m) grenzt die Alpen scharf vom Alpenvorland ab. In der Dorfmitte erhebt sich eine vom Gebirgszug getrennte Anhöhe. Sie heißt Haushamer Alm und ist ein ungewöhnlich großer Moränenhügel aus der Eiszeit.

### Gemeindegliederung
Die Gemeinde hat 36 Gemeindeteile (in Klammern ist der Siedlungstyp angegeben):
- Agatharied (Pfarrdorf)
- Au (Einöde)
- Berg (Weiler)
- Biberg (Einöde)
- Bodenrain (Einöde)
- Brenten (Einöde)
- Eck (Weiler)
- Eckart (Einöde)
- Ed (Weiler)
- Fehn (Weiler)
- Freigut (Einöde)
- Freudenreich (Einöde)
- Grub (Weiler)
- Gschwendt (Weiler)
- Gunetsrain (Einöde)
- Guntsberg (Einöde)
- Harzberg (Einöde)
- Haslrain (Einöde)
- Hausham (Pfarrdorf)
- Hausruck (Einöde)
- Hof (Einöde)
- Holz (Dorf)
- Laim (Einöde)
- Lehen (Weiler)
- Leiten (Einöde)
- Moosrain (Einöde)
- Mösl (Weiler)
- Mühlstatt (Einöde)
- Pichl (Einöde)
- Poschmühl (Weiler)
- Rain (Weiler)
- Rettenbeck (Weiler)
- Sonnenstatt (Einöde)
- Starz (Einöde)
- Tiefenbach (Dorf)
- Tratberg (Dorf)

Es gibt die Gemarkungen Hausham und Wörnsmühl.

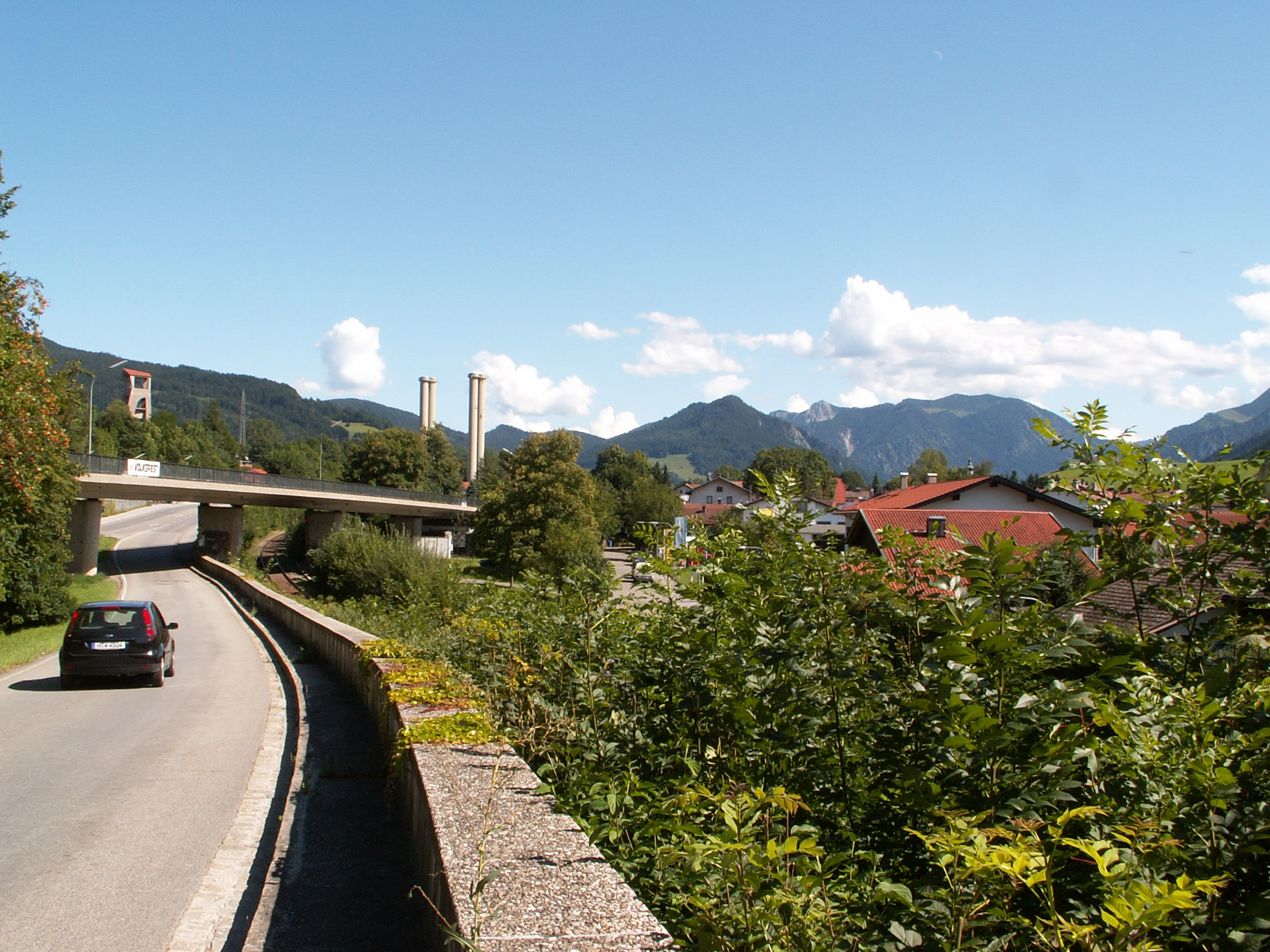
B 307 in Hausham
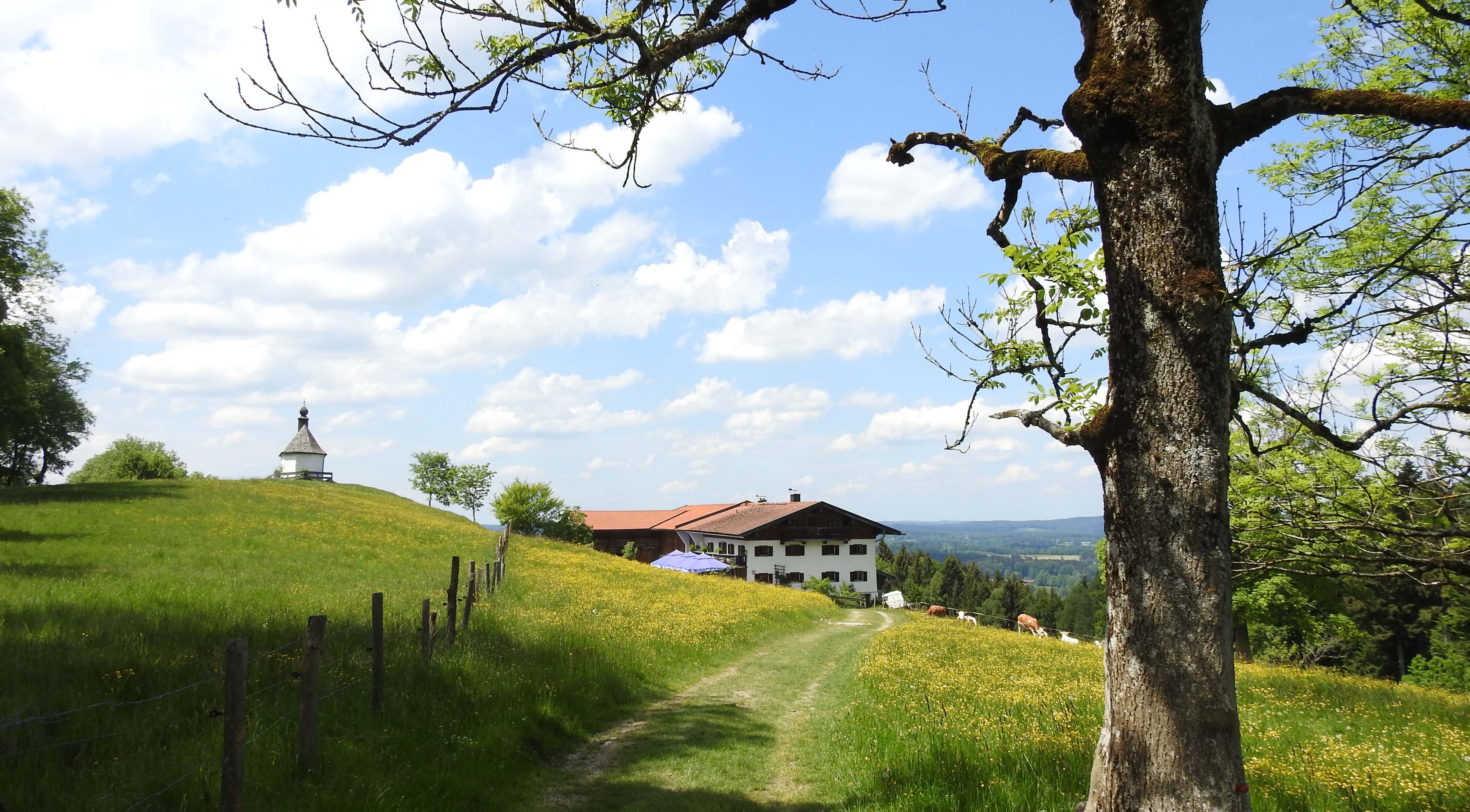
Stadlbergalm und Gunetsrainkapelle, 890 m NHN
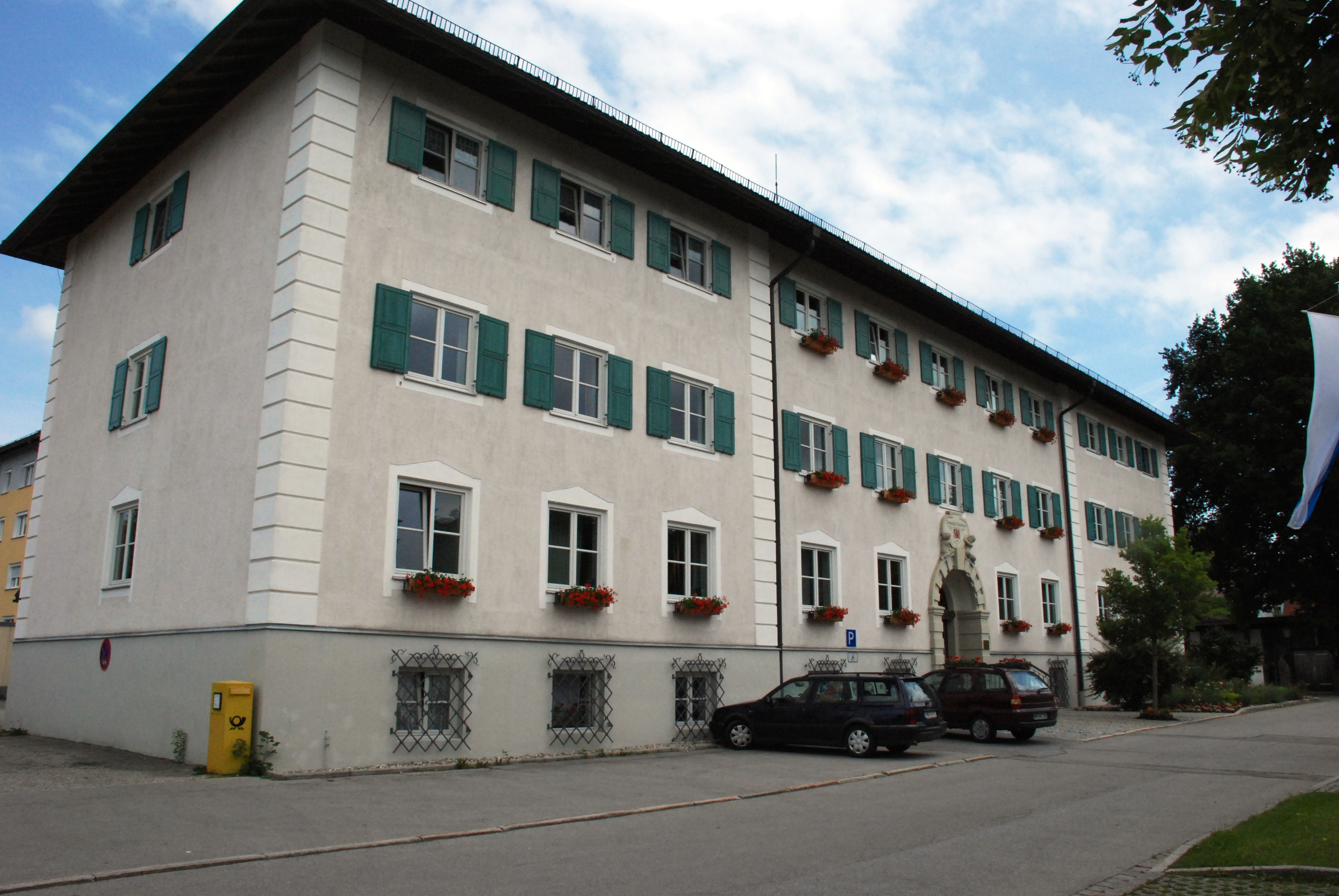
Altes Rathaus von Hausham
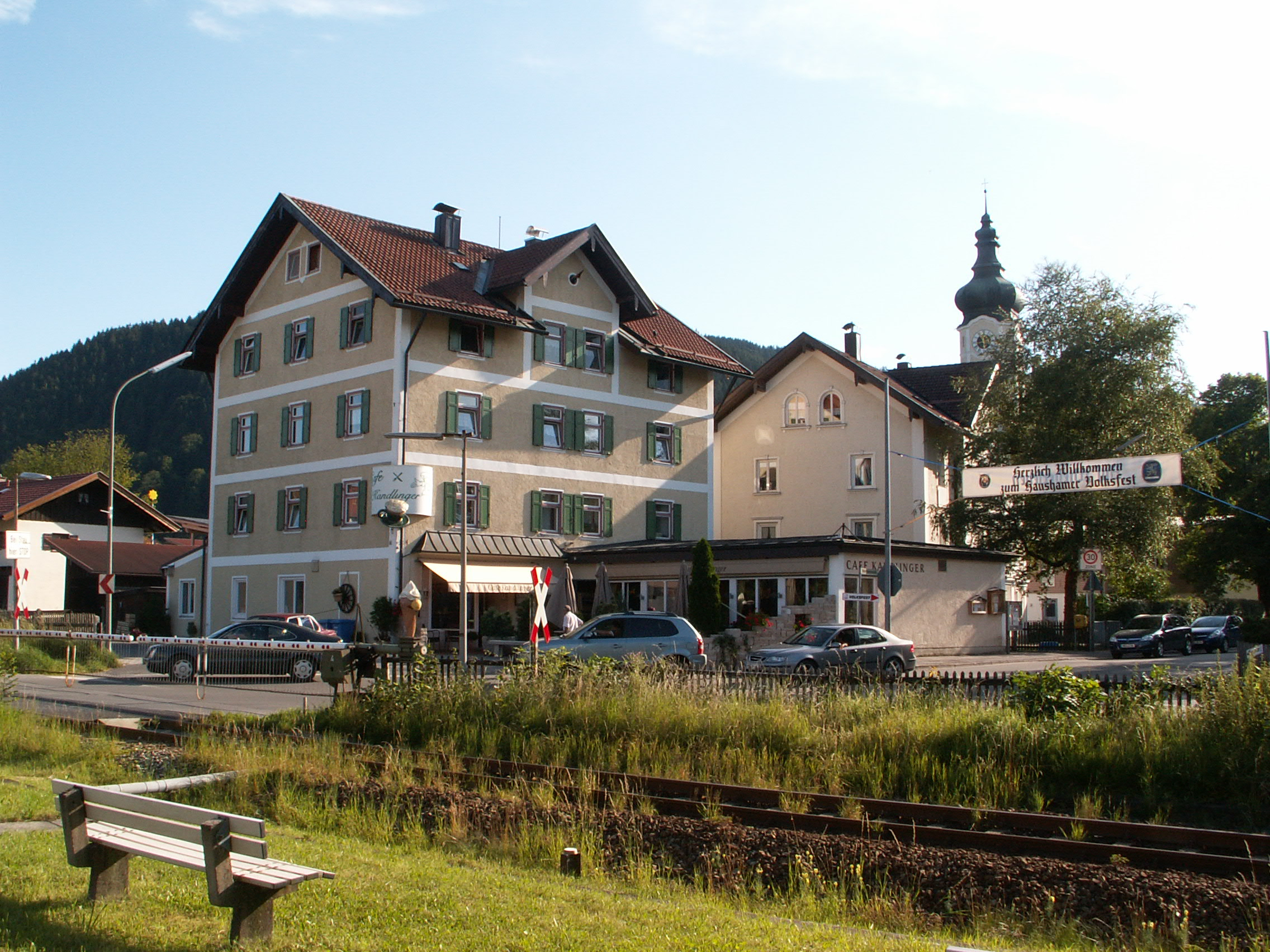
Ortsmitte Hausham
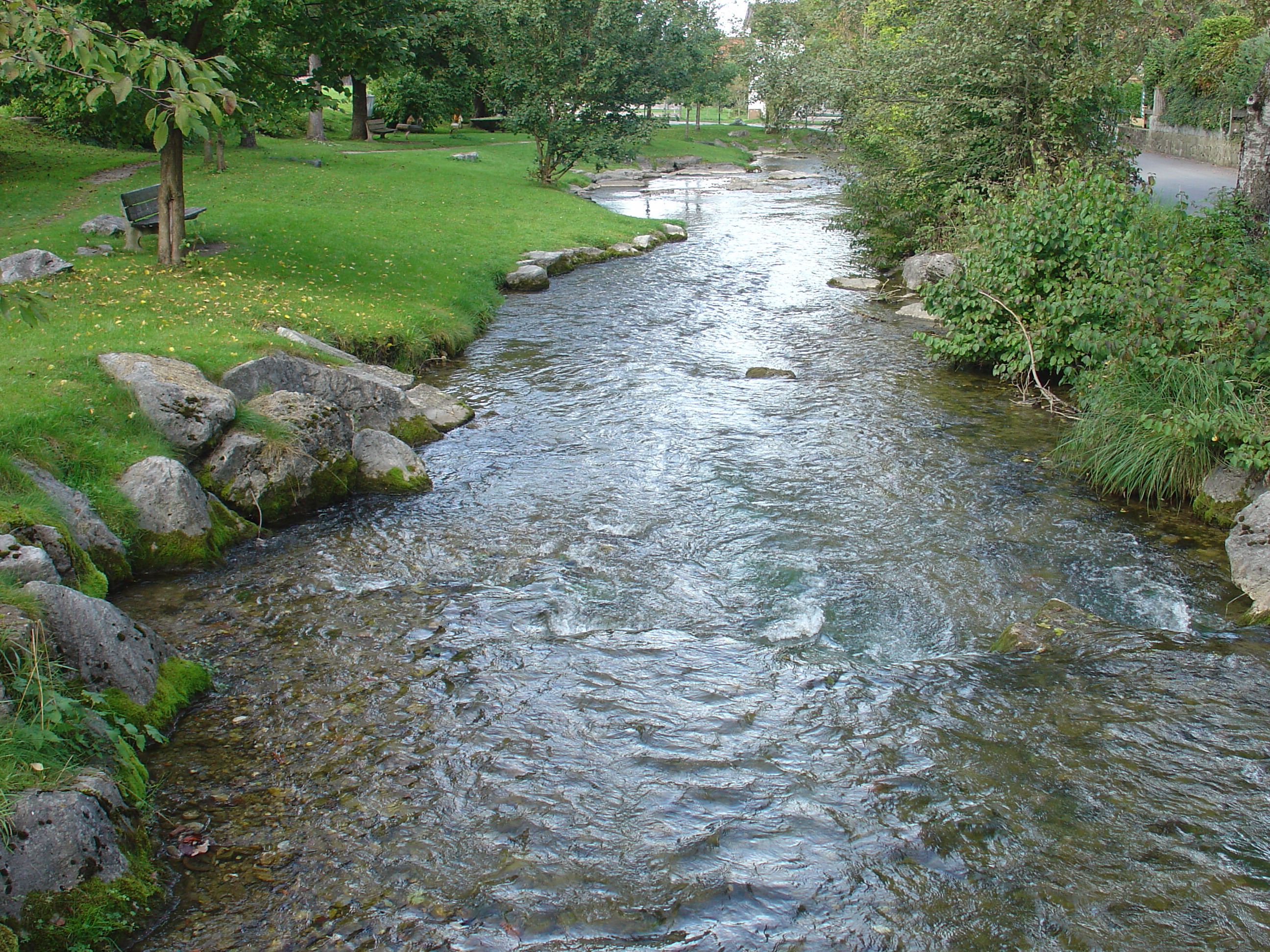
Die Schlierach in Hausham

### Natur
Folgende Schutzgebiete berühren das Gemeindegebiet:
- Landschaftsschutzgebiet Schutz der Egartenlandschaft um Miesbach (LSG-00550.01)
- Fauna-Flora-Habitat-Gebiet Leitzachtal (8237-371)

## Geschichte

### 19. bis 21. Jahrhundert
Hausham, genauer der Teil, der heute „Althausham“ heißt, gehörte ursprünglich kirchlich zur Gemeinde Schliersee, politisch zur Gemeinde Agatharied. Dieser Teil trug den Flurnamen Hushigin, wie er 1180 ersturkundlich genannt ist. Das bedeutet Hag am Hause.
Am 27. April 1922 wurde die Gemeinde Agatharied offiziell in Hausham umbenannt, nachdem Hausham infolge des Bergbaus erheblich angewachsen war.

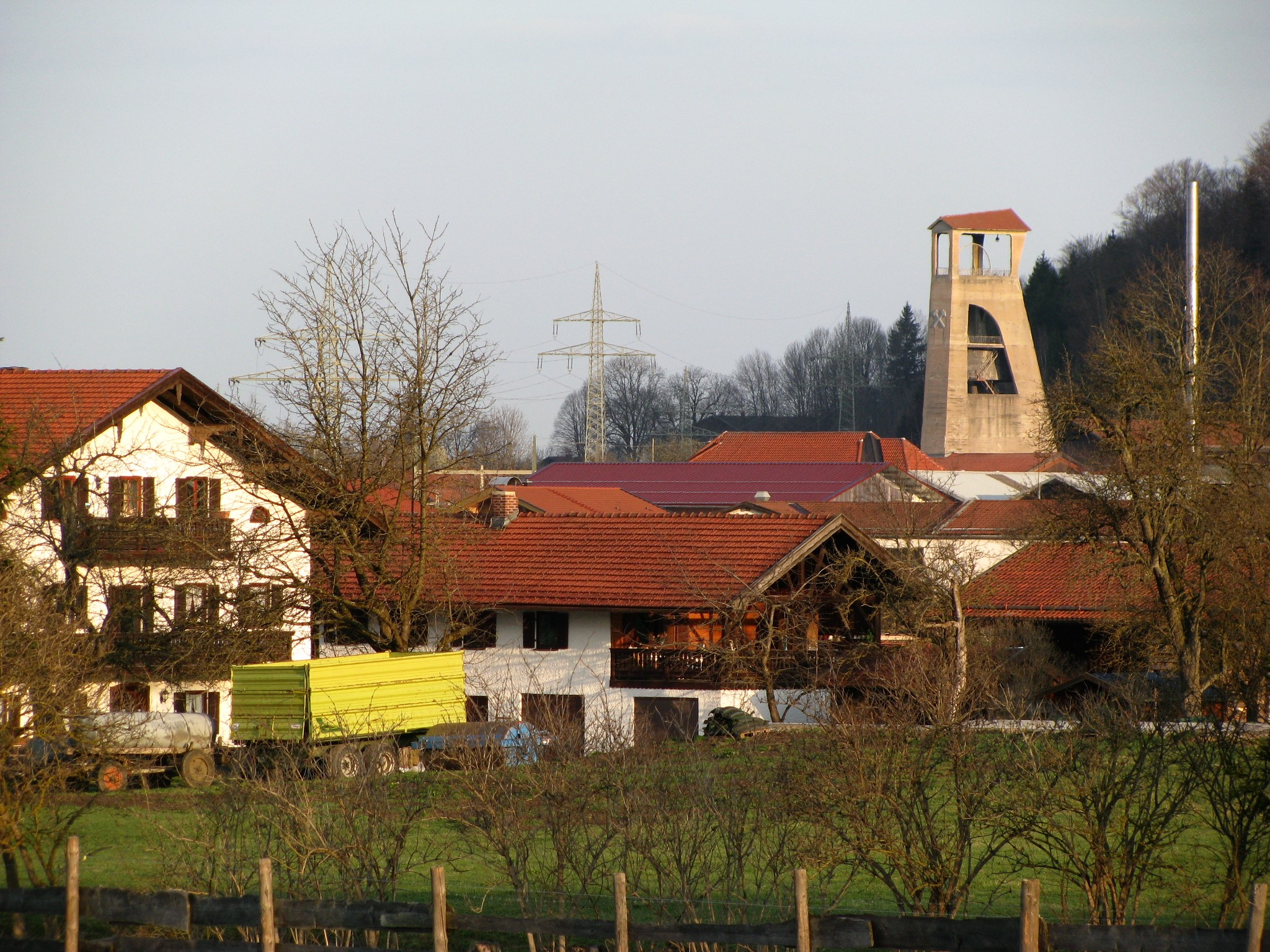
Förderturm von Hausham

1860 wurde in Hausham ein Bergwerk zum Abbau von Pechkohle (⊙) errichtet, auf deren Vorkommen man durch das ursprüngliche Bergwerk von Miesbach aufmerksam wurde. Das Haushamer Bergwerk wurde am 31. März 1966 geschlossen, als Erdöl der Braun- und Steinkohle immer mehr den Rang ablief. Der damalige Gemeinderat hat daraufhin Gewerbe und andere Industrien gefördert, um die drohende Arbeitslosigkeit abzuwenden. Dadurch weist Hausham noch heute eine besonders hohe Dichte an Geschäften auf.
Die Abteilung Historischer Kohleabbau des nachgebauten Bergwerks im Deutschen Museum in München wurde maßgeblich nach dem Vorbild der Haushamer Grube gestaltet.
In der Zeit des Nationalsozialismus bestand von Juli 1942 bis Mai 1945 in Eckart das KZ-Außenkommando Hausham des Konzentrationslagers Dachau.
Hausham wurde am 3. Mai 1945 nach rund zweitägigen Gefechten von amerikanischen Truppen befreit. Der Widerstand seitens der Waffen-SS gestaltete sich vergleichsweise heftig, weil der Ort aufgrund seiner Lage am Eingang des Schlierachtals eine gewisse strategische Bedeutung hatte und die NSDAP-Kreisleitung offenbar dem „demokratischen, roten Hausham einen Denkzettel“ verpassen wollte.
Die ehemalige Abraumhalde des Bergwerks hat bei einem Erdrutsch den Tiefenbach versperrt und zur Entstehung des Loidlsees (immer noch auch Loidl-Weiher genannt) geführt. 1968 wurde die Abraumhalde zu einer Mülldeponie umfunktioniert, 1972 wurde sie zur Mülldeponie des gesamten Landkreises Miesbach. Am 28. September 1984 gab es einen schweren Zwischenfall, bei dem ein Damm zu brechen drohte und damit hochgiftiges Sickerwasser in die Schlierach gelangt wäre, was durch einen dreitägigen Einsatz der Hilfsdienste abgewendet werden konnte. Infolgedessen wurde die Deponie zwischen 1984 und 1990 für 54 Millionen Mark erweitert und modernisiert. Am 31. Mai 2005 wurde sie jedoch stillgelegt, da die Endlagerung von unbehandeltem Restmüll inzwischen gesetzwidrig wurde.

### Religionen
- Katholisches Pfarramt St. Agatha in Agatharied
- Katholisches Pfarramt St. Anton in Hausham
- Zweite Pfarrstelle des evangelisch-lutherischen Pfarramts Miesbach
- Krankenhauskapelle St. Barbara – Ökumenische Krankenhausseelsorge
- Yeni Camii (Neue Moschee) Hausham

### Einwohnerentwicklung
Zwischen 1988 und 2018 wuchs die Gemeinde von 7639 auf 8406 Einwohner bzw. um 10 %.
| Jahr      | 1840 | 1871 | 1900 | 1925 | 1939 | 1950 | 1961 | 1970 | 1987 | 1991 | 1995 | 2000 | 2005 | 2010 | 2011 | 2015 | 2017 | 2019 |
| Einwohner | 623  | 1080 | 3830 | 4880 | 5332 | 6854 | 6788 | 6977 | 7520 | 8063 | 7887 | 8235 | 8229 | 8069 | 8026 | 8200 | 8309 | 8406 |

Bei den Ergebnissen bis 1987 handelt es sich meistens um Volkszählungen. Das Ergebnis des Jahres 2011 entstammt dem Zensus.

## Politik

### Gemeinderat
Die vergangenen Kommunalwahlen führten zu den folgenden Sitzverteilungen im Gemeinderat:
| Partei / Liste | 2014 | 2020 |
| -------------- | ---- | ---- |
| FW             | 8    | 8    |
| CSU            | 7    | 6    |
| SPD            | 5    | 3    |
| Grüne          | –    | 3    |
| Gesamt         | 20   | 20   |

### Bürgermeister
Erster Bürgermeister ist Jens Zangenfeind (FW).

### Wappen
| Wappen von Hausham | Blasonierung: „In Silber über zwei schräg gekreuzten roten Stäben schwebend ein halber roter Adler mit goldenem Schnabel.“ |
| Wappen von Hausham | Wappenbegründung: Das Wappen entspricht dem Stammwappen der Herren von Waldeck, in deren Herrschaftsgebiet die Gemeinde Hausham liegt. Die Stäbe stehen dabei für die Richterlichkeit („über jemand die Stäbe brechen“). Dieses Wappen wird seit 1911 geführt. |

### Gemeindepartnerschaften
- Die Stadt Levico Terme im Trentino (Norditalien), seit 1959
- Gemeinde Seiersberg in der Steiermark (Österreich), seit 1990

Jedes Jahr werden Fahrten für Kinder und Jugendliche in diese Orte organisiert.

## Kultur und Sehenswürdigkeiten

### Museen
An die Zeit des Bergbaus erinnerte bis 2020 das Bergbaumuseum im Kellergeschoss des Rathauses.
- Stallhofer-Ausstellung im Gasthof „Staudenhäusl“ in Agatharied

### Bauwerke
Förderturm
Ein Wahrzeichen Haushams ist der immer noch stehende Förderturm des ehemaligen Kohlebergwerks. Er sollte eigentlich im Jahr 2004 aus gewerblichen Gründen abgerissen werden. Aufgrund seiner massiven Konstruktion erwies sich das jedoch als schwierig durchführbar und unterblieb.
Pfarrkirche St. Anton
Der Zwiebelturm der katholischen Pfarrkirche St. Anton ist für den aus Schliersee kommenden Besucher schon von weitem zu sehen. Das im neubarocken Stil gestaltete Gotteshaus wurde 1909 von Heinrich Hauberrisser errichtet.
Braunkapelle
Das malerisch an der Schlierach befindliche, spätbarocke Bauwerk gehört zu den ältesten Bauten in der Gemeinde und stammt in seinem Kern noch aus dem 18. Jahrhundert. Es handelt sich um die Hofkapelle des ehemaligen Braunhofes in Abwinkel, dessen sehr altes Bauernhaus 1962 abgebrochen wurde. Eine wertvolle gotische Madonna befindet sich heute in der Haushamer Pfarrkirche. Die Kapelle ist Eigentum der katholischen Kirchenstiftung St. Anton in Hausham.
Kapelle in Althausham
Das im neuromanischen Stil um 1870 errichtete Kirchlein von Althausham mit seinem spitzen Dachreitertürmchen hatte einen barocken Vorgängerbau nahe dem heutigen Bahnübergang. Im Inneren ist vor allem das Maria-Schutz-Bild von 1634 bemerkenswert, welches aus der alten Kapelle hierher übertragen wurde. Die Kapelle gehört der Althaushamer Dorfgemeinschaft und wird auch von dieser gepflegt.

### Musik
Hausham ist Namensgeber des Volkstanzes und Schuhplattlers „Haushamer Plattler“, der auch als Grundlage zur Vertonung von Gstanzln verwendet wird.

## Wirtschaft und Infrastruktur

### Verkehr
Hausham verfügt über einen Haltepunkt an der Bahnstrecke Holzkirchen–Schliersee, die von Zügen der Bayerischen Oberlandbahn nach München und Bayrischzell bedient wird. Mit dem Auto ist Hausham über die Bundesautobahn 8 erreichbar, Ausfahrt Weyarn oder Irschenberg.
Buslinien von DB Oberbayernbus verbinden Hausham mit Bayrischzell, Schliersee, Gmund  (Tegernsee), Miesbach und Holzkirchen.
Hausham liegt am Bodensee-Königssee-Radweg, welcher in Lindau beginnt und zum Königssee bei Berchtesgaden führt.

### Öffentliche Einrichtungen
Wegen der Nähe zum Bergwerk wurde in Hausham auch ein Kraftwerk errichtet, das zuerst mit Braunkohle befeuert wurde. 1984 wurde ein moderneres Gasturbinenkraftwerk in der Nähe errichtet, das noch heute bei Engpässen mit seinen vier Turbinen à 25 MW die Stromversorgung sicherstellt. Dieses ist das einzige derartig große Kraftwerk im ganzen Landkreis. Das ältere Kraftwerk wurde in den 1980er Jahren abgerissen, wobei dessen hoher Schornstein mittels eines Spezialkrans schrittweise zerlegt werden musste, da eine Sprengung möglicherweise alte Bergwerksstollen in der Tiefe zum Einsturz hätte bringen können.
In Hausham wurde die Dreifachturnhalle des Landkreises Miesbach mit der Anton-Weilmaier-Sonderschule errichtet. Von 1994 bis 1998 wurde das Kreiskrankenhaus Agatharied gebaut, das die ehemaligen Krankenhäuser in Miesbach, Holzkirchen, Tegernsee und Hausham ersetzte. Außerdem finden sich in Hausham eine gemeinsame Grund- und Hauptschule, eine Montessori-Schule und eine Volkshochschule.

## Persönlichkeiten

### Ehrenbürger
- Josef Stallhofer (1908–1993), Kunstmaler
- Otto Beisheim (1924–2013), Unternehmer
- Arnfried Färber (* 1940), Altbürgermeister

### Söhne und Töchter der Gemeinde
- Christian Badia (* 1963), General der Luftwaffe der Bundeswehr und NATO
- Antonella Bucci (* 1971), italienische Sängerin
- Josef Eham (* 2002), Eishockeyspieler
- Imma Kilian-Dirlmeier (1941–2024), prähistorische Archäologin
- Stefan Krauß (* 1967), Skirennläufer
- Benjamin Lauth (* 1981), Fußballspieler
- Franz Xaver Maier (1913–1970), SS-Untersturmführer
- Sebastian Mrowca (* 1994), Fußballspieler
- Rosetta Pedone (* 1983), deutsch-italienische Schauspielerin
- Franz Rampelmann (* 1951), Schauspieler
- Harry Schultz (1874–1958), Kunstmaler
- Sara Seiler (* 1983), Eishockeyspielerin
- Wastl Witt (1882–1955), Volksschauspieler
- Josef Wurmheller (1917–1944), Jagdflieger des Zweiten Weltkriegs

### Persönlichkeiten, die vor Ort gewirkt haben
- Marcus H(ausham) Rosenmüller (* 1973), Filmemacher, wohnte in der Rathausstraße
- Jochen Strodthoff (* 1967), Schauspieler und Regisseur, lebt in Hausham